# Crnogorsko pitanje (knjiga, 1927.)
Crnogorsko pitanje je naslov knjige mađarskog slaviste Jožefa Bajze.
Izvorno je, s naslovom A montenegrói kérdés, tiskana 1927. u Budimpešti najprije u stručnom časopisu Budapesti szemle A magyar tud. Akademia megbizasabol (601 szam, str. 321-372.).
Kao zasebna je knjiga 1928. tiskana na talijanskom s naslovom Dott. Giuseppe de Bajza, profesore nella r. Universita di Budapest, La questione montenegrina također u Budimpešti.

### Sadržaj
Bajza je iz tada aktualnih političkih, kulturnih i povijesnih stajališta pokušao dati odgovor glede Crnogoraca i budućnosti njihove države koja je, srpskim anektiranjem, nestala bila s povijesne mape 1918. godine, kao i glede opstojnosti crnogorske nacije koja u Kraljevini SHS i Kraljevini Jugoslaviji uopće nije službeno priznavana. 
- O crnogorskom jeziku': "Šta uopće podrazumijevamo pod crnogorskim pitanjem? Podrazumijevamo problem: ako postoji ili je postojala crnogorska nacija, ako postoji ili je postojala crnogorska država s odgovarajucom državnom idejom, ako je njena nacionalna i državna svijest bila, i danas je, opravdana - onda zato, na osnovu svega toga, postoji razlog da Crna Gora uskrsne u novi nacionalni i državni život. Živimo u vremenu izraženog nacionalizma. Javno mnjenje je u fazi da priznaje kao opravdane samo nacionalne države. Ono smatra jezik jedinim kriterij nacije, tako da, na osnovu ovoga, mnogi vjeruju da mogu lako da riješe crnogorsko pitanje: Crnogorci govore srpski, stoga je njihovo ujedinjenje sa Srbijom potpuno prirodno... U Crnoj Gori, kao i u susjednoj Hercegovini i Dalmaciji, govori se ijekavština, to jest hrvatski književni jezik. A što se jezika tiče, Crna Gora zauzima posebno mjesto medju Južnim Slavenima. Petovjekovna borba koju su Crnogorci vodili s Turcima izolirala ih je od svijeta i sabila u vrletne i nepristupačne klance. I zato su ostali izolirani i lingvistički. Njihov se jezik razvijao neovisno i dobio je originalno obilježje. Čak i u jeziku se manifestira državna i nacionalna neovisnost Crne Gore".

- O obnovi crnogorske neovisnosti: "Kralj Nikola i njegova vlada su u više puta tražili plebiscit i bili spremni priznati njegove odluke, bilo kakve da su; suprotno tome, Srbija nikad nije odobrila plebiscit. Ove okolnosti nas upućuju da mislimo da bi Crnogorci glasali za obnavljanje crnogorske države. Rezultati crnogorskih izbora za Južnoslavensku Ustavotvornu skupštinu mogu da se interpretiraju kao plebiscit u korist neovisnosti Crne Gore... I čujmo sada i jedan glas vezan za ovaj problem koji ne dolazi od emigracije već od Federalisticke partije (Crnogorska stranka - op.a). Jedan poslanik ove partije, bivši crnogorski ministar Mihailo Ivanović, držao je, nakon Rimskog Pakta 9. februara 1924. godine na Beogradskoj skupćini jedan dugi govor o crnogorskim prilikama. Dajemo iz ovog govora jedan dio koji se odnosi na srpsko ujedinjenje: 'Antagonizam izmedju Srba i Crnogoraca je sad već toliko dubok da može uništiti duhovno jedinstvo koje je postajalo prije ujedinjenja... Srpski način upravljanja je izazvao takovu mržnju između ove dvije zemlje koja ce prelaziti s generacije na generaciju i onemogućavati stapanje dva duha koji se danas u bitnome razlikuju... Aktualna situacija crnogorskog naroda je bez presedana u svjetskoj povijesti... Čak ni historija varvara ne može dati primjer koji se može usporediti s ovim... Mi, Crnogorci smo politička nacija; stvorili smo vlastitim snagama našu državu...'...Danas je Jugoslavija veliki zatvor u kome nekoliko miliona Srba drži pod okrutnom stegom mnogo miliona ljudi drugih nacionalnosti. Ali sigurno će doći čas polaganja računa, i mala Crna Gora, nakon što prevlada velike teškoće, uskrsnuće u novi život'".

## Vanjska poveznica
- Dr.Jožef Bajza "Crnogorsko pitanje"  Arhivirana inačica izvorne stranice od 1. prosinca 2008. (Wayback Machine) (crn.)